# Eugenia micranthoides
Eugenia micranthoides là một loài thực vật thuộc họ Myrtaceae. Đây là loài đặc hữu của Peru.